# 塞德鲁
塞德鲁（葡萄牙語：Cedro）是巴西塞阿拉州的一个市镇。总面积725.786平方公里，总人口24618人，人口密度33.9人/平方公里。